# Marie Christine de Rouvroy
Christine de Rouvroy, född 7 maj 1728, död 4 juli 1774, var en fransk och spansk grevinna och hovfunktionär.
Hon var dotter till Jacques Louis de Rouvroy, hertig av Ruffec och Catherine Charlotte Thérèse de Gramont. Hon gifte sig den 10 december 1749 med prins Charles Maurice av Monaco, greve av Valentinois, son till Louise-Hippolyte av Monaco och Jacques I av Monaco. Paret fick inga barn, och separerade 1766. År 1752 ärvde hon den spanska adelstiteln greve de Rasse. 
Marie Christine de Rouvroy levde företrädesvis vid det franska hovet, där hon var väl sedd av kungaparet och gjorde karriär inom hovtjänsten. År 1762 utnämndes hon till hovdam hos kungens döttrar. 1770 befordrades hon till dame d'atours hos Maria Josefina av Savojen (som anlände till Frankrike året därpå), och 1772 efterträdde hon Louise de Brancas som dame d'honneur med ansvaret för dennas hovstat.